# Plan de contingencias
Un plan de contingencias es un instrumento de gestión para el manejo de las Tecnologías de la Información y las Comunicaciones en el dominio del soporte y el desempeño (delivery and support, véase ITIL).
Dicho plan contiene las medidas técnicas, humanas y organizativas necesarias para garantizar la continuidad del negocio y las operaciones de una compañía u organización. Un plan de contingencias es un caso particular de plan de continuidad del negocio aplicado al departamento de informática o tecnologías. Otros departamentos pueden tener planes de continuidad que persiguen el mismo objetivo desde otro punto de vista. No obstante, dada la importancia de las tecnologías en las organizaciones modernas, el plan de contingencias es el más relevante.
El plan de respaldo sirve para poner a pleno rendimiento uno o varios equipos dañados.

## Ciclo de PDCA
El plan de contingencias sigue el conocido ciclo de vida iterativo PDCA (plan-do-check-act, es decir, planificar-hacer-comprobar-actuar). Nace de un análisis de riesgo donde, entre muchas amenazas, se identifican aquellas que afectan a la continuidad del negocio.
Sobre dicha base se seleccionan las contramedidas más adecuadas entre diferentes alternativas,
siendo plasmadas en el plan de contingencias junto con los recursos necesarios para ponerlo en marcha.
El plan debe ser revisado periódicamente. Generalmente, la revisión será consecuencia de un nuevo análisis de riesgo.
En cualquier caso, el plan de contingencias siempre es cuestionado cuando se materializa una amenaza, actuando de la siguiente manera:
- Si la amenaza estaba prevista y las contramedidas fueron eficaces: se corrigen solamente aspectos menores del plan para mejorar la eficiencia.
- Si la amenaza estaba prevista pero las contramedidas fueron ineficaces: debe analizarse la causa del fallo y proponer nuevas contramedidas.
- Si la amenaza no estaba prevista: debe promoverse un nuevo análisis de riesgos. Es posible que las contramedidas adoptadas fueran eficaces para una amenaza no prevista. No obstante, esto no es excusa para evitar el análisis de lo ocurrido en un equipo.

## Contenido
El plan de contingencias comprende tres subplanes. Cada plan determina las contramedidas necesarias en cada momento del tiempo respecto a la materialización de cualquier amenaza:
- El plan de respaldo. Contempla las contramedidas preventivas antes de que se materialice una amenaza. Su finalidad es evitar dicha materialización.
- El plan de emergencia.[1] Contempla las contramedidas necesarias durante la materialización de una amenaza, o inmediatamente después. Su finalidad es paliar los efectos adversos de la amenaza.
- El plan de recuperación. Contempla las medidas necesarias después de materializada y controlada la amenaza. Su finalidad es restaurar el estado de las cosas tal y como se encontraban antes de la materialización de la amenaza.

Por otra parte, el plan de contingencias no debe limitarse a estas medidas organizativas. También debe expresar claramente:
- Qué recursos materiales son necesarios.
- Qué personas están implicadas en el cumplimiento del plan.
- Cuáles son las responsabilidades concretas de esas personas y su rol dentro del plan.
- Qué protocolos de actuación deben seguir y cómo son.

## Ejemplo
Este ejemplo no es ni mucho menos exhaustivo. Supongamos una pequeña compañía que se dedica a la producción de prendas textiles. Un análisis de riesgos identificaría (entre otras cosas) lo siguiente:
Activos e interdependencias: Oficinas centrales → Centro de proceso de datos → Computadoras y almacenamiento → Información de pedidos y facturación → Proceso de negocio de ventas → Imagen corporativa
Este análisis demuestra que una amenaza materializada en las oficinas centrales podría llegar a afectar al proceso de negocio dedicado a la venta. Aunque esto no impida a la compañía seguir comercializando productos, supondría una interrupción temporal de las ventas. Además afectaría negativamente a la imagen corporativa provocando la pérdida de clientes.
Así, se evaluaría la siguiente amenaza y su impacto:
Amenaza: Incendio. (los activos afectados son los anteriores y los futuros).
Impacto: (es un ejemplo ficticio)
- Perdida de un 10% de clientes.
- Imposibilidad de facturar durante un mes.
- Imposibilidad de admitir pedidos durante un mes.
- Reconstrucción manual de pedidos y facturas a partir de otras fuentes.
- Sanciones por accidente laboral.
- Inversiones en equipamiento y mobiliario.
- Rehabilitación del local.

Todas estas consecuencias pueden valorarse en términos monetarios, que junto a la probabilidad de materialización ofrecen una estimación del riesgo.
El plan de contingencias contendría someramente las siguientes contramedidas:
- Medidas técnicas:
  - Extintores contra incendios.
  - Detectores de humo.
  - Salidas de emergencia.
  - Equipos informáticos de respaldo.

- Medidas organizativas:
  - Seguro de incendios.
  - Precontrato de alquiler de equipos informáticos y ubicación alternativa.
  - Procedimiento de copia de respaldo.
  - Procedimiento de actuación en caso de incendio.
  - Contratación de un servicio de auditoría de riesgos laborales.

- Medidas humanas:
  - Formación para actuar en caso de incendio.
  - Designación de un responsable de sala.
  - Asignación de roles y responsabilidades para la copia de respaldo.

(Etc.)
Los subplanes contendrían las siguientes previsiones:
- Plan de respaldo:
  - Revisión de extintores.
  - Simulacros de incendio.
  - Realización de copias de respaldo.
  - Custodia de las copias de respaldo (por ejemplo, en la caja fuerte de un banco).
  - Revisión de las copias de respaldo.

- Plan de emergencia:
  - Activación del precontrato de alquiler de equipos informáticos.
  - Restauración de las copias de respaldo.
  - Reanudación de la actividad.

- Plan de recuperación:
  - Evaluación de daños.
  - Traslado de datos desde la ubicación de emergencia a la habitual.
  - Reanudación de la actividad.
  - Desactivación del precontrato de alquiler.
  - Reclamaciones a la compañía de seguros.